# Schleudergriff

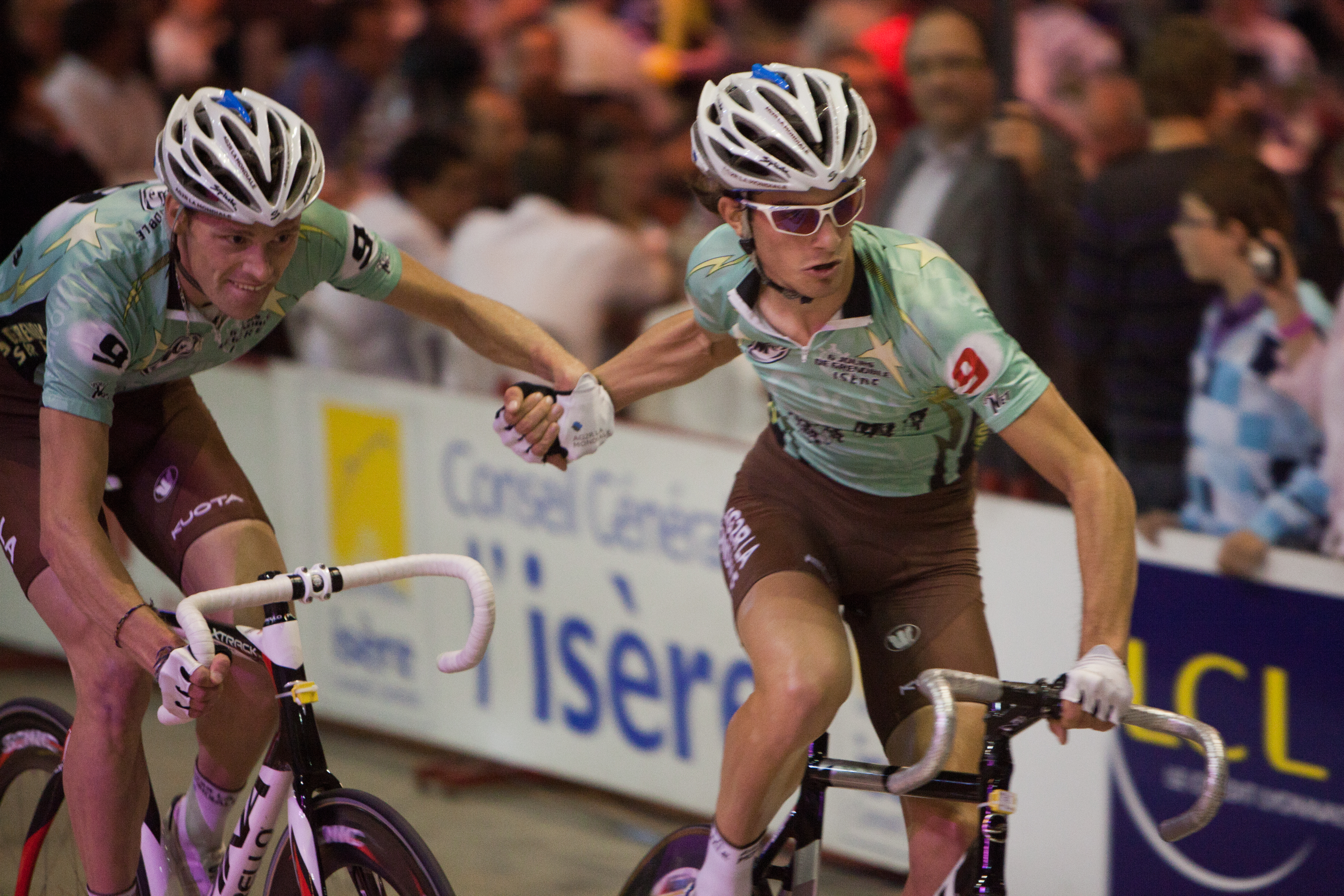
Kévin Fouache (li.) löst Jules Pijourlet (re.) ab und beschleunigt dabei mittels der Schleudergriff-Technik (hier beim Sechstagerennen in Grenoble 2011)

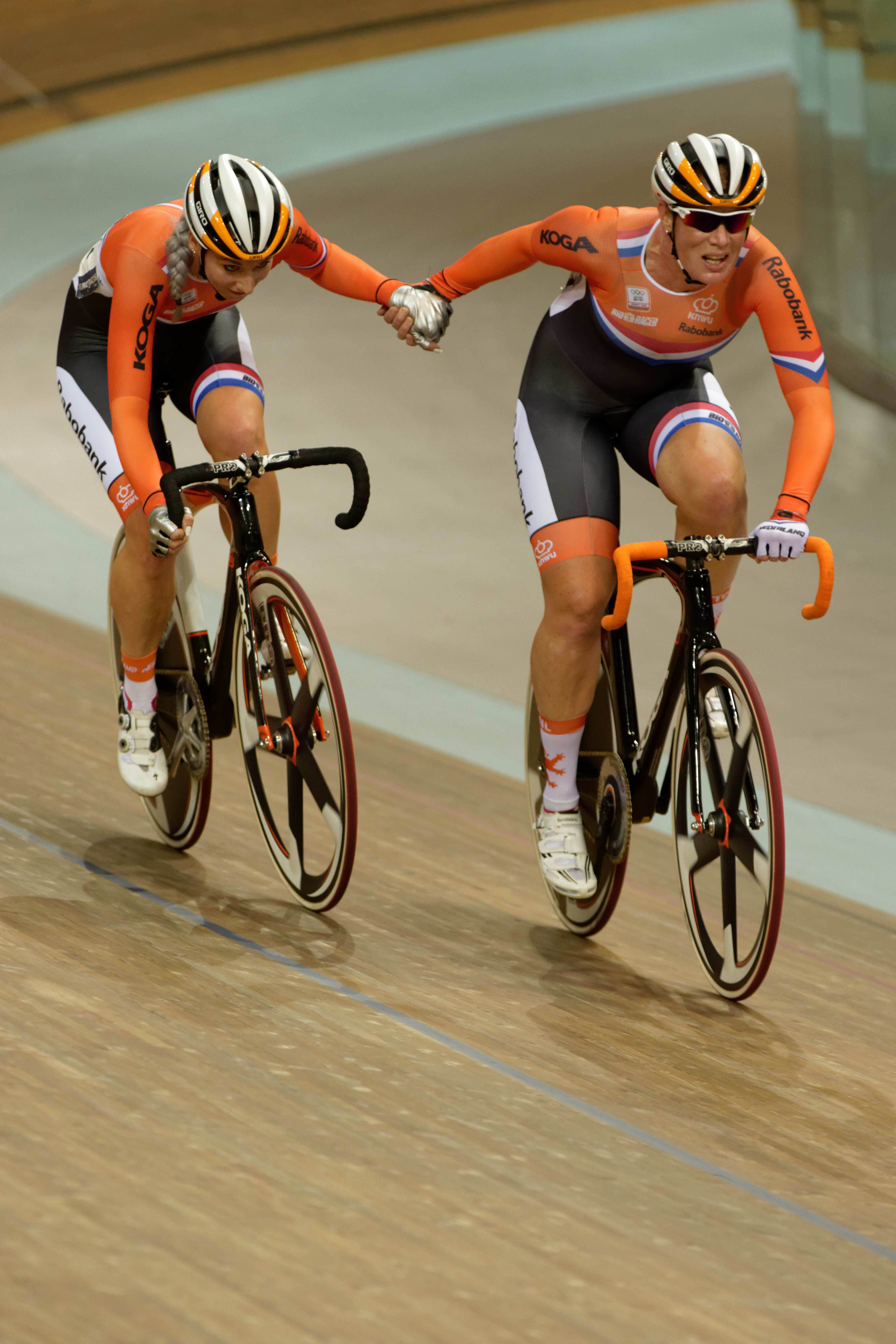
Kirsten Wild (r.) und Amy Pieters lösen mit Schleudergriff ab

Der Schleudergriff ist eine Form der Ablösung  beim Zweier-Mannschaftsfahren.
Eine Technik zur Übertragung der Bewegungsenergie bzw. des Impulses („Schwung“) vom abgelösten auf den ablösenden Fahrer war schon in den Anfängen des Sports erforderlich, damit der ablösende Fahrer nicht bei jeder Ablösung aus eigener Kraft von ca. 30 auf bis zu 50 km/h beschleunigen musste (vgl. Abschnitt Geschichte). Hieraus entwickelte sich die Technik des Schleudergriffs.

## Geschichte
Bei den schon in der Frühzeit des Radsports durchgeführten Sechstagerennen lösten sich die Fahrer „auf Sicht“ ab, wobei der neu ins Rennen eintretende Fahrer aus eigener Kraft stark beschleunigen musste. Die Fahrer klagten deshalb sehr oft über Kniebeschwerden.
Daher wurde vor der Entwicklung des Schleudergriffs und bei den Amateuren bis in die 1980er Jahre statt des Schleudergriffs eine Anschiebetechnik verwendet: In einer Innentasche auf der linken Seite der Hose des Fahrers befand sich ein ca. 12 cm langer und 4–5 cm dicker Knauf (aus zusammengerolltem und mit Klebeband zusammengehaltenem Material), außen durch eine aufgesteppte weiße Nahtlinie deutlich sichtbar gemacht. Dieser wurde vom Teamkollegen im Heranfahren ergriffen und daraufhin der Kollege angeschoben, im Rennfahrerjargon „reingeschoben“ oder „ins Rennen geschoben“. Da bei dieser Technik der Gesamthub des Ablösevorgangs wesentlich kürzer ist, erforderte sie deutlich höhere Kräfte als der Schleudergriff bzw. war zur Überbrückung größerer Geschwindigkeitsunterschiede zwischen den Fahrern nicht geeignet.
Der Schleudergriff wurde zunächst nur bei den Profis (seit den 1970er Jahren) benutzt, seit etwa 1990 ist er auch bei den Amateuren und Junioren üblich.

## Technik
Ausgangspunkt dieser Technik ist das Reglement beim Zweier-Mannschaftsfahren: Von den beiden auf der Bahn befindlichen Sportlern befindet sich immer nur einer im Rennen, d. h. in der Wertung. Der andere lässt sich in langsamer Fahrt (25 – 35 km/h) zurückfallen, um nach ca. ein bis zwei Runden (aus seiner Sicht) von seinem Kollegen eingeholt zu werden. Durch das Anschieben mittels Schleudergriff kann er ohne große Anstrengung in Sekundenschnelle auf das Tempo des Feldes beschleunigen (ca. 45 – 55 km/h) und das Rennen an Stelle seines Kollegen fortsetzen.
Technisch ist der Schleudergriff recht anspruchsvoll, weshalb er auch bei den Amateuren lange Zeit verboten war. Es müssen während des gesamten Vorganges beide Fahrer den Lenker mit einer Hand halten. Der sich von hinten nähernde Fahrer behält die linke Hand am Lenker und hält diesen am Oberlenker nahe dem Vorbau, während der vordere Fahrer den Lenker mit der rechten Hand im Bügel (unten) hält und sich mit der linken Hand an der ausgestreckten Hand des Partners „abzieht“.
Sowohl die (frühere) Anschiebetechnik als auch die Ablösung mittels Schleudergriff stellen zudem hohe Anforderungen an die Konkurrenten, weil der Nachfolger beide Fahrer der sich ablösenden Mannschaft rechtzeitig mit großem Abstand umfahren muss, um nicht auf sie aufzufahren („in die Ablösung fahren“) und einen Sturz auszulösen.